# Boletus rubripes
Espèce
Boletus rubripes est une espèce de champignons du genre Boletus de la famille des Boletaceae.